# John Danyel
John Danyel hoặc John Daniel (rửa tội ngày 6 tháng 11 năm 1564 - mất khoảng năm 1626) là một nghệ sĩ chơi đàn luýt và nhà soạn nhạc người Anh. Ông được sinh ra tại Wellow, Somerset. Ông là em trai của nhà thơ Samuel Daniel. Daniel có làm việc tại một số cơ quan tại cung điện. Tác phẩm của ông còn tồn tại là "Coy Daphne Fled", tác phẩm nói về nữ thần Daphne, và "Like as the lute delights". Ngoài ra, ông còn là tác giả của Các bài hát dành cho đàn luýt, đàn viol và các giọng hát (xuất bản năm 1606).